# Leptoneta hwanseonensis
Leptoneta hwanseonensis är en spindelart som beskrevs av Joon Namkung 1987. Leptoneta hwanseonensis ingår i släktet Leptoneta och familjen Leptonetidae. Inga underarter finns listade i Catalogue of Life.